# Эрумба Урхельская
Эрумба (Aurembiaix; около 1196, Балагер, Каталония — 1231, Балагер, Каталония) — графиня Урхеля в 1211—1213 и 1228—1231. Последняя представительница династии, правившей Урхелем с 992 года.
Дочь графа Эрменгола VIII Урхельского и его жены Эльвиры Перес.
В своём написанном 30 августа 1208 года завещании Эрменгол VIII поручил дочь заботам римского папы. Этим он надеялся упрочить её права на наследство, на которое претендовал его племянник Геро де Кабрера, сын сестры — Маркезы де Урхель.
После смерти графа его вдова Эльвира Перес передала опекунство над дочерью королю Арагона Педро II. При этом согласно заключенному 31 октября 1209 года контракту Эрумба была помолвлена с инфантом Хайме — старшим сыном короля. Вскоре помолвку расторгли по политическим причинам — Хайме прочили в мужья дочери Симона де Монфора. Но Педро II выполнил своё обещание и осенью 1211 года после короткой войны, в ходе которой Геро де Кабрера попал в плен, утвердил Эрумбу на урхельском троне.
В 1213 году Педро II погиб в битве при Мюре. Воспользовавшись разразившейся в Арагоне анархией, Геро де Кабрера при поддержке местного рыцарства восстановил свою власть в Урхеле. Эрумба и её мать бежали в Кастилию. Там графиня вышла замуж за знатного дворянина Альваро Переса де Кастро, но позже их брак (1212—1228) был расторгнут по причине близкого родства (Альваро по матери являлся внуком Эрменгола VI).
В 1228 году Эрумба прибыла ко двору короля Хайме I — своего бывшего жениха. Между ними был заключен договор, согласно которому ей передавался Урхель в качестве арагонского лена. Геро де Кабрера был изгнан и вскоре умер.
В том же году Эрумба стала официальной наложницей Хайме I, но ненадолго — в 1229 году вышла замуж за Педро Португальского. Детей ни в одном из браков у неё не было.
В августе 1231 года Эрумба умерла в возрасте около 35 лет. Её овдовевший муж Педро Португальский передал Урхель Хайме Арагонскому в обмен на Балеарские острова, а тот в 1236 году пожаловал это графство сыну Геро де Кабрера — Понсу (за исключением города Балагер).